# Huangcai (köpinghuvudort i Kina, Hunan Sheng, lat 28,16, long 112,12)
Huangcai (kinesiska: 黄材, 黄材镇) är en köpinghuvudort i Kina. Den ligger i provinsen Hunan, i den södra delen av landet, omkring 83 kilometer väster om provinshuvudstaden Changsha. Antalet invånare är 47 717. Befolkningen består av 23 786 kvinnor och 23 931 män. Barn under 15 år utgör 19,0 %, vuxna 15-64 år 66 %, och äldre över 65 år 14,0 %.
Runt Huangcai är det tätbefolkat, med 411 invånare per kvadratkilometer. Närmaste större samhälle är Huishangang, 18,7 km nordost om Huangcai. Trakten runt Huangcai består till största delen av jordbruksmark.
Genomsnittlig årsnederbörd är 1 732 millimeter. Den regnigaste månaden är maj, med i genomsnitt 322 mm nederbörd, och den torraste är december, med 52 mm nederbörd.